# Галма (настільна гра)
Галма — настільна логічна гра на квадратному полі розміром 8x8, 10x10, 16x16 клітин.

## Будинок

Початкова позиція для 2 гравців

Територія, на якій шашки займають початкове положення (будинок, він же — двір) буває кількох варіантів.
Шашки двох супротивників (по 10 у кожного для гри на дошці 8Х8) утворюють трикутники (1-2-3-4, де 1 шашка займає кутову клітину) в протилежних кутках. (У грі куточки первинне розташування шашок — у вигляді прямокутника 4х4, в мінікуточках — 3х3.)
У грі для двох на полі 16x16 фішки утворюють двір з 19 клітин.

Початкова позиція для 4 гравців

У грі для чотирьох на полі 16x16 фішки утворюють двір з 13 клітин.

## Мета гри
Пересунути всі свої фішки у двір супротивника. Гравець, який заводить свої фішки у двір суперника, одразу ж виграє.

## Переміщення
Хід можна робити або пересуваючи фішку на сусідню в будь-якому напрямку клітину, або перестрибуючи необмежену кількість фішок як своїх, так і чужих, кожного разу стрибаючи через одну фішку на порожню клітину. Існує два різновиди гри галма: діагональна і класична. У діагональній галмі можна стрибати та пересуватися по горизонталі, вертикалі та діагоналі. У класичній галмі можливість діагонального ходу відсутня.

## Нічия
Якщо у дворі в обох гравців залишилися фішки супротивника, то зараховується нічия.
У грі куточки нічия виходить у випадку, коли гравці закінчують гру за рівну кількість ходів.